# Gabriel Ochoa Uribe
Gabriel Ochoa Uribe (Sopetrán, 1929. november 20. – Cali, 2020. augusztus 8.) kolumbiai labdarúgó, kapus, edző.

## Pályafutása

### Játékosként
1946 és 1948 között az América de Cali, 1949 és 1955 között a Millonarios, 1955–56-ban a brazil America RJ, 1955 és 1958 között ismét a Millonarios labdarúgója volt. A Millonarios csaptával négy bajnoki címet és egy kolumbiakupa-győzelmet ért el.

### Edzőként
1958 és 1960, majd 1961 és 1964, illetve 1970 és 1977 között a Millonarios vezetőedzője volt és hat bajnoki címet nyert a csapattal. 1966-ban a Santa Fe csapatánál dolgozott és szerzett újabb bajnoki címet. 1979 és 1991 között az América de Cali szakmai munkáját irányította és hét bajnoki címet ért el az együttessel, sorozatban háromszor jutott a Copa Libertadores döntőjébe a csapattal. Összesen 14 bajnoki címet nyert edzőként, ami rekord a kolumbiai bajnokság történetében.
1963-ban és 1985-ben a kolumbiai válogatott szövetségi kapitánya volt. Az 1963-as bolíviai Copa Américán az utolsó, hetedik helyen végzett a csapattal.

## Sikerei, díjai

### Játékosként
Millonarios
- Kolumbiai bajnokság
  - bajnok (4): 1949, 1951, 1952, 1953
- Kolumbiai kupa
  - győztes: 1953

### Edzőként
Millonarios
- Kolumbiai bajnokság
  - bajnok (6): 1959, 1961, 1962, 1963, 1964, 1972

 Santa Fe
- Kolumbiai bajnokság
  - bajnok: 1966

 Millonarios
- Kolumbiai bajnokság
  - bajnok (7): 1979, 1982, 1983, 1984, 1985, 1986, 1990
- Copa Libertadores
  - döntős (3): 1985, 1986, 1987